# Fabio Morón Díaz
Fabio Morón Díaz (Cartagena de Indias, 1931-Cartagena de Indias, 2011) fue un abogado y periodista colombiano. Fue diputado por el Partido Liberal Colombiano en el departamento de Bolívar y congresista por el Movimiento Autónomo Liberal. Fue magistrado de la Corte Suprema de justicia y presidente de la misma en 1989 y presidente de la Corte Constitucional de 1993 al 2001, también fue director del periódico El Universal. 

## Distinciones
- Excelencia Nacional al Mérito Profesional por la Asociación de Exalumnos de la Universidad Nacional (2001)
- Honor al Mérito Judicial José Ignacio Márquez
- Premio a la excelencia académica de la Facultad de Ciencias Sociales por la Universidad Nacional de Colombia